# ホリデイラブ 〜夫婦間恋愛〜
『ホリデイラブ 〜夫婦間恋愛〜』（ホリデイラブ ふうふかんれんあい）は、原作：こやまゆかり、作画：草壁エリザによる日本の漫画作品。『マンガボックス』にて2014年43号より2019年まで連載された。2019年11月時点で累計発行部数は150万部を突破している（※紙＋電子版の合算）。
2018年冬、テレビ朝日系でテレビドラマ（主演は仲里依紗）が放送された。

## あらすじ
京都府の自宅でネイルサロンを営む主婦の高森杏寿は、夫の純平と娘の七香と幸せな家庭を築いていた。しかし、純平は会社の同僚である井筒里奈と浮気をしていた事が判明する。杏寿と純平は別れるべきか、やり直すべきか、それぞれの想いを模索する。一方、自身も夫と子がいる身でありながら純平を想う里奈は、二人を別れさせるために様々な策謀を巡らせる。

## 登場人物
高森 杏寿（たかもり あず）
30歳の主婦。自宅でネイルサロンを営む。
高森 純平（たかもり じゅんぺい）
32歳。杏寿の夫。大手ゼネコン勤務で岐阜県に単身赴任しており、帰宅は週末。
高森 七香（たかもり ななか）
杏寿と純平の娘。
井筒 渡（いづつ わたる）
里奈の夫。妻への束縛欲が強い。
井筒 里奈（いづつ りな）
純平の会社の派遣社員。純平と浮気している。
坂口 麗華（さかぐち れいか）
杏寿のネイルサロンの客。

## 書誌情報
- こやまゆかり（原作） / 草壁エリザ（作画） 『ホリデイラブ 〜夫婦間恋愛〜』 講談社〈KC KISS〉、全8巻
  1. 2015年5月13日発売[5]、ISBN 978-4-06-395391-6
  2. 2015年10月13日発売[6]、ISBN 978-4-06-340970-3
  3. 2016年4月13日発売[7]、ISBN 978-4-06-340986-4
  4. 2016年10月13日発売[8]、ISBN 978-4-06-398002-8
  5. 2017年6月13日発売[9]、ISBN 978-4-06-398023-3
  6. 2018年2月13日発売[10]、ISBN 978-4-06-511162-8
  7. 2018年11月13日発売[11]、ISBN 978-4-06-514265-3
  8. 2019年11月13日発売[12]、ISBN 978-4-06-517517-0

## テレビドラマ
『ホリデイラブ』のタイトルで、2018年1月26日から3月16日まで、 テレビ朝日系の「金曜ナイトドラマ」枠にて放送されていた。また、2018年1月28日からAbemaTVのAbemaSPECIALチャンネル
にて配信されている。主演は仲里依紗。

### キャスト
- 高森 杏寿 - 仲里依紗
- 高森 純平 - 塚本高史[14]
- 井筒 渡 - 中村倫也[14]
- 井筒 里奈 - 松本まりか[14]
- 黒井 由伸[14]（志賀 拓巳[15]） - 山田裕貴
- 小泉 駿 - 飯島寛騎[14]
- 一ノ瀬 真人 - 岡田龍太郎[14]
- 坂口 麗華 - 壇蜜[14]
- 春田 龍馬 - 平岡祐太[14]
- 橘 亜沙美 - 三津谷葉子[14]

### スタッフ
- 原作 - こやまゆかり・草壁エリザ『ホリデイラブ 〜夫婦間恋愛〜』
- 脚本 - 渡辺千穂
- 音楽 - 横山克、Evan Call
- 主題歌 - ポルノグラフィティ「カメレオン・レンズ」（SME Records）[16]
- 演出 - 松田礼人（ドリマックス・テレビジョン）、山本大輔（アズバーズ）、小野浩司（MMJ）
- ゼネラルプロデューサー - 大川武宏（テレビ朝日）
- プロデューサー - 飯田爽（テレビ朝日）、木曽貴美子（MMJ）
- 制作 - テレビ朝日、MMJ

### 放送日程
| 放送回                                                                 | 放送日  | サブタイトル     | ラテ欄                                                    | 演出     | 視聴率 |
| ---------------------------------------------------------------------- | ------- | ---------------- | --------------------------------------------------------- | -------- | ------ |
| ep.1                                                                   | 1月26日 | 夫の帰還         | ようこそサレ妻地獄 ご主人浮気してます                     | 松田礼人 | 5.1%   |
| ep.2                                                                   | 2月02日 | 妻の攻撃         | たった一度の浮気で全てを失う夫…そして妻に新たな出会い!?   | 松田礼人 | 5.8%   |
| ep.3                                                                   | 2月09日 | 最後のクリスマス | 誰だって、ときめく 忍び寄る甘い誘惑…!?しかけられた深い罠  | 山本大輔 |        |
| ep.4                                                                   | 2月16日 | 妻の覚醒         | 地獄の4者会談…!?モラハラ夫の裁判劇!!妻、ついに反撃開始    | 小野浩司 |        |
| ep.5                                                                   | 2月23日 | 夫の逆襲         | 妻がトキめいた代償 魔性の罠に堕ちる夫                     | 松田礼人 |        |
| ep.6                                                                   | 3月02日 | 魔性の復讐       | 黒幕はあなたか…!!暴走する魔性の復讐劇 私は戦う…妻として   | 山本大輔 |        |
| ep.7                                                                   | 3月09日 | 夫婦間恋愛       | 最終章!!おそるべき'不倫の末路'とは!?魔性の女が牙をむく    | 松田礼人 |        |
| ep.8                                                                   | 3月16日 | 新たなる希望     | 最終回…さらば魔性 不倫が生む地獄ラスト サレ妻が出した答え | 山本大輔 |        |
| 平均視聴率（視聴率はビデオリサーチ調べ、関東地区・世帯・リアルタイム） |         |                  |                                                           |          |        |

### ネット配信
- 2018年1月28日からAbemaTVのAbemaSPECIALチャンネルにて、毎週日曜23:00 - 23:55に配信されている。基本的には地上波放送の翌々日に配信される。
- また番外編として「10年前の2人」が2018年3月4日23:55 - 翌0:10（高森夫妻編）、2018年3月11日23:55 - 翌0:15（井筒夫妻編）にそれぞれ2週に渡ってAbemaTV独占で配信された。[21][22]

| テレビ朝日系 金曜ナイトドラマ               | テレビ朝日系 金曜ナイトドラマ            | テレビ朝日系 金曜ナイトドラマ                         |
| 前番組                                      | 番組名                                   | 次番組                                                |
| ------------------------------------------- | ---------------------------------------- | ----------------------------------------------------- |
| 重要参考人探偵 （2017年10月20日 - 12月8日） | ホリデイラブ （2018年1月26日 - 3月16日） | 家政夫のミタゾノ （第2シリーズ） （2018年4月20日 - ） |

## Webアニメ
2018年8月3日よりアプリ『アニメビーンズ』で配信のアニメ版『ホリデイラブ 〜夫婦間恋愛〜』。ドラマ版出演の松本まりかが、声優として同役で出演じている。

### キャスト（Webアニメ）
- 高森杏寿 - 立石めぐみ
- 高森純平 - やまなか正之
- 井筒里奈 - 松本まりか
- 井筒渡 - 細川祥央
- 高森七香 - 片山里恵
- 坂口麗華 - 宮本茉奈

### スタッフ（Webアニメ）
- 原作 - 『ホリデイラブ 〜夫婦間恋愛〜』（こやまゆかり、草壁エリザ／DeNA「マンガボックス」連載）
- 監督・絵コンテ・演出 - 藤代和也
- 原画 - 高橋竜弥
- 色彩設計・色指定・検査 - 今川和行
- 撮影監督 - 上林香澄
- 撮影 - 戯画プロダクション
- 美術監督・美術設定 - 村上一二三
- 音響監督 - 赤間明吉
- 録音・調整スタジオ - スリーエススタジオ
- 録音・調整 - 光山利央
- 録音・調整助手 - 森田祐一
- 音響効果 - 和田俊也
- 音響制作 - Quad Inc.
- 音響制作進行 - 高嶺翔
- ブッキング - 金子裕子
- 編集 - 柳編集室
- 制作進行 - 宗像正一
- プロデューサー - 大久保圭
- アニメーションプロデューサー - 生田目聡
- 制作 - Acca effe
- 製作 - アニメビーンズ